# 回龍観東大街駅
回龍観東大街駅（かいりゅうかんとうだいがいえき）は中華人民共和国北京市昌平区に位置する北京地下鉄8号線の駅である。

## 駅構造
島式ホーム1面2線の地下駅で、ホームドア設置駅。
のりば
駅東側から、
| ■8号線 | 朱辛荘方面                       |
| ■8号線 | 霍営・オリンピック公園・瀛海方面 |

## 駅周辺
- 人民法院回龍観法廷
- 老甲美術館
- 北京応用技術大学

## 沿革
- 2011年12月31日 - 8号線の終点駅として開業。
- 2013年12月28日 - 8号線が朱辛荘まで延伸し、途中駅となる[1]。

## バス路線

### 地下鉄回龍観東大街駅（地铁回龙观东大街站）
2025年現在、当駅発着/経由の路線バスは以下のとおりである。
- 367系統（ソフトウェアパーク広場(軟件園広場)～天鑫家園）
- 441系統（地下鉄龍沢駅～天通苑北ターミナル）
- 462系統（二撥子新村～新都東駅）
- 558系統（霍営バスターミナル～渓城家園）
- 996系統（平西王府バスターミナル～地下鉄龍沢駅）
- 専40系統（霍営バスターミナル～宏福苑小区西）
- 専78系統（地下鉄回龍観東大街駅～小辛荘村）
- 専101系統（地下鉄回龍観駅～龍錦苑バスターミナル）
- 専192系統（霍営バスターミナル～龍錦苑バスターミナル）
- 専193系統（小辛荘村～良荘家园）
- C113系統（地下鉄回龍観東大街駅～白廟村東街北口）
- 快速直達専線203系統（環保科技園～新幹線家園）
- 夜38系統（徳勝門西バスターミナル～天鑫家園、夜行バス）

## 隣の駅
北京地下鉄
■8号線
平西府駅 - 回龍観東大街駅 - 霍営駅